# Ceratinia conveniens
Ceratinia conveniens är en fjärilsart som beskrevs av Richard Haensch 1905. Ceratinia conveniens ingår i släktet Ceratinia och familjen praktfjärilar. Inga underarter finns listade i Catalogue of Life.